# Ramon de Bianya (Abat de Sant Quirze)
Ramon de Bianya (segle xiii) fou abat de Sant Quirze de Colera entre 1270 i el 5 de novembre de 1296. Durant el seu mandat va veure com les tropes franceses envaïen l'Alt Empordà en dues ocasions, la primera el 1285 en el marc de la croada contra Pere el Gran, en la qual segurament va ser fidel a les tropes invasores de Felip l'Ardit, potser fins i tot els van ajudar a passar pel Coll de la Maçana. Els francesos van acampar vora el monestir durant 8 dies. L'altra ocasió fou el 1288 quan Jaume II de Mallorca va assaltar el monestir i el van saquejar, cosa que el va deixar molt malmès.
Fins fa pocs anys en un dels murs del claustre del monestir hi havia la làpida sepulcral d'aquest abat. Es tracta d'una làpida gòtica senzilla, només amb la inscripció següent: Anno domini m cc/ xc vi nonis novembris obiit/ frater R de Biania ab/ basistius loci cuius ani/ ma requiescat in pace amen. Actualment aquesta làpida, juntament amb dues altres també procedents d'aquest monestir, es guarden en una col·lecció privada de Castelló d'Empúries.